# Dactylorhiza katarana
Dactylorhiza katarana är en orkidéart som beskrevs av Helmut Baumann. Dactylorhiza katarana ingår i Handnyckelsläktet som ingår i familjen orkidéer.
Artens utbredningsområde är Grekland. Inga underarter finns listade i Catalogue of Life.